# Bromborough
Bromborough é uma pequena cidade dentro da cidade metropolitana de Wirral, em Merseyside, na Inglaterra. Ela está situada na península de Wirral, ao sul de Bebington e ao norte de Eastham.